# Persone di nome Martino
| Questa pagina contiene informazioni ricavate automaticamente dalle voci biografiche con l'ausilio del template Bio e di un bot. L'aggiornamento è periodico e automatico e ricostruisce completamente la pagina. Se manca una persona in questa lista, sei pregato di non aggiungerla, ma accertati piuttosto che la sua voce biografica contenga il template Bio e che i dati anagrafici siano correttamente compilati. Se il template Bio manca, inseriscilo tu stesso o, in alternativa, metti l'avviso {{tmp\|Bio}} che ne segnala la mancanza. Se i dati riportati sono sbagliati, correggi direttamente la voce biografica; le modifiche saranno visibili in questa lista entro pochi giorni. Per chiarimenti vedi il progetto antroponimi. La lista contiene solo le 108 persone che sono citate nell'enciclopedia e per le quali è stato implementato correttamente il template Bio. Pagina aggiornata al 6 ago 2025. |

Questa è una lista di persone presenti nell'enciclopedia che hanno il nome Martino, suddivise per attività principale.

## Abati(1)
- Martino Matronola, abate e vescovo cattolico italiano (Cassino, n. 1903 - Cassino, † 1994)

## Allenatori di calcio(2)
- Martino Melis, allenatore di calcio e ex calciatore italiano (Cagliari, n. 1973)
- Martino Traversa, allenatore di calcio e ex calciatore italiano (Bari, n. 1974)

## Architetti(4)
- Martino Bassi, architetto italiano (Seregno, n. 1542 - Milano, † 1591)
- Martino Ferrabosco, architetto e incisore italiano (Capolago - Roma, † 1623)
- Martino Longhi il Giovane, architetto italiano (Roma, n. 1602 - Viggiù, † 1660)
- Martino Longhi il vecchio, architetto italiano (Viggiù, n. 1534 - Roma, † 1591)

## Arcivescovi cattolici(4)
- Martino Alfieri, arcivescovo cattolico italiano (Milano, n. 1590 - Napoli, † 1641)
- Martino Ignazio Caracciolo, arcivescovo cattolico, diplomatico e politico italiano (Martina Franca, n. 1713 - Madrid, † 1754)
- Martino Giusti, arcivescovo cattolico italiano (Montpellier, n. 1905 - Lucca, † 1987)
- Martino Polono, arcivescovo cattolico (Opava, n. 1215 - Bologna, † 1279)

## Aviatori(1)
- Martino Aichner, aviatore e imprenditore italiano (Trento, n. 1918 - Verona, † 1994)

## Avvocati(2)
- Martino Caroli, avvocato e politico italiano (San Pietro in Lama, n. 1897 - † 1978)
- Martino Trulli, avvocato e politico italiano (Triggiano, n. 1894 - † 1968)

## Biologi(1)
- Martino Rizzotti, biologo e saggista italiano (Ginevra, n. 1946 - Padova, † 2002)

## Bobbisti(1)
- Martino Padovan, bobbista italiano (Merano, n. 1922)

## Botanici(1)
- Martino Anzi, botanico, naturalista e presbitero italiano (Bormio, n. 1812 - Como, † 1883)

## Calciatori(3)
- Martino Borghese, ex calciatore svizzero (Basilea, n. 1987)
- Martino Gatti, ex calciatore italiano (n. 1971)
- Tino Lettieri, ex calciatore italiano (Toritto, n. 1957)

## Canottieri(1)
- Martino Goretti, canottiere italiano (Lecco, n. 1985)

## Cestisti(1)
- Martino Mastellari, cestista italiano (Bologna, n. 1996)

## Compositori(4)
- Martino Bitti, compositore e violinista italiano (Genova, n. 1656 - Firenze, † 1743)
- Martino Frontini, compositore italiano (Catania, n. 1827 - Catania, † 1909)
- Stanislao Gastaldon, compositore italiano (Torino, n. 1861 - Firenze, † 1939)
- Martino Pesenti, compositore, organista e clavicembalista italiano (Venezia, n. 1600 - Venezia, † 1648)

## Cuochi(1)
- Maestro Martino da Como, cuoco e gastronomo italiano (Torre - Milano)

## Designer(1)
- Martino Gamper, designer italiano|Immagine=Martino Gamper 2014.jpg|Didascalia= Gamper nel 2014 (Merano, n. 1971)

## Diplomatici(1)
- Martino Mario Moreno, diplomatico e orientalista italiano (Torino, n. 1892 - Roma, † 1964)

## Disegnatori(1)
- Martino Ghisolfi, disegnatore italiano (Cremona)

## Generali(1)
- Martino, generale bizantino

## Gesuiti(1)
- Martino Martini, gesuita, storico e geografo italiano (Trento, n. 1614 - Hangzhou, † 1661)

## Giornalisti(2)
- Martino Cafiero, giornalista italiano (Meta di Sorrento, n. 1848 - Pugliano, † 1884)
- Martino Cassano, giornalista italiano (Bari, n. 1861 - Roma, † 1927)

## Giuristi(5)
- Martino Aliprandi, giurista italiano († 1341)
- Martino Garrati, giurista italiano (Lodi - Bologna, † 1453)
- Martino Gosia, giurista italiano († 1167)
- Martino del Cassero, giurista e notaio italiano (Fano, n. 1190 - Bologna, † 1272)
- Martino da Gemona, giurista e vescovo cattolico italiano (Gemona del Friuli - Ceneda, † 1399)

## Hockeisti su ghiaccio(3)
- Martino Durand Varese, ex hockeista su ghiaccio italiano (Luserna San Giovanni, n. 1990)
- Martino Soracreppa, ex hockeista su ghiaccio italiano (Bolzano, n. 1968)
- Martino Valle Da Rin, hockeista su ghiaccio italiano (San Candido, n. 1989)

## Incisori(1)
- Martino Rota, incisore e pittore italiano (Sebenico - Vienna, † 1583)

## Letterati(1)
- Martino Bovollino, letterato, notaio e poeta svizzero (Mesocco - Cantù, † 1531)

## Magistrati(1)
- Martino Beltrani Scalia, magistrato e politico italiano (Palermo, n. 1829 - Palermo, † 1909)

## Mercanti(1)
- Martino Bernardini, mercante e nobile italiano (Lucca, n. 1487 - Lucca, † 1568)

## Militari(3)
- Martino Cellai, militare, cartografo e ingegnere italiano (Firenze)
- Martino Decorato, militare italiano (Canosa di Puglia, n. 1981)
- Martino Veduti, militare italiano (Pavullo nel Frignano, n. 1894 - Casale Monferrato, † 1972)

## Missionari(1)
- Martino di San Nicola, missionario spagnolo (Saragozza - Nagasaki, † 1632)

## Musicisti(1)
- Martino De Cesare, musicista italiano (Taranto, n. 1967)

## Nobili(1)
- Martino de Leyva, nobile e militare spagnolo (Milano, n. 1549 - Valencia, † 1600)

## Organari(1)
- Martino Datis, organaro francese (Soissons)

## Pallanuotisti(1)
- Martino Abela, pallanuotista italiano (Catania, n. 1992)

## Papi(3)
- Papa Martino I, papa, cardinale e vescovo italiano (Todi - Cherson, † 655)
- Papa Martino IV, papa e cardinale francese (Andrezel - Perugia, † 1285)
- Papa Martino V, papa, vescovo cattolico e cardinale italiano (Genazzano, n. 1369 - Roma, † 1431)

## Patrioti(1)
- Martino Manzi, patriota italiano (Perticara, n. 1836 - Mercato Saraceno, † 1872)

## Piloti automobilistici(1)
- Martino Finotto, pilota automobilistico italiano (Camporosso, n. 1933 - Camporosso, † 2014)

## Pirati(1)
- Martino di Golin, pirata tedesco

## Pittori(7)
- Martino Altomonte, pittore italiano (Napoli, n. 1657 - Vienna, † 1745)
- Domenico Brandi, pittore italiano (Napoli, n. 1684 - Napoli, † 1736)
- Martino di Bartolomeo, pittore italiano
- Martino da Verona, pittore italiano (Verona - Verona, † 1412)
- Martino Piazza, pittore italiano (Lodi - † 1523)
- Martino Teofilo Polacco, pittore polacco (Leopoli - Bressanone, † 1639)
- Martino da Gavardo, pittore italiano (Gavardo)

## Poeti(1)
- Idilio Dell'Era, poeta, romanziere e saggista italiano (Chiusi, n. 1904 - Manziana, † 1988)

## Politici(8)
- Martino Albonetti, politico italiano (Faenza, n. 1966)
- Martino Bardotti, politico italiano (Poggibonsi, n. 1921 - Siena, † 2012)
- Martino Corda, politico italiano (Nuoro, n. 1939 - Macomer, † 2024)
- Martino Martini, politico italiano (San Giovanni Valdarno, n. 1897 - San Giovanni Valdarno, † 1958)
- Martino Zaccaria, politico e ammiraglio italiano (Smirne, † 1345)
- Martino Scovacricchi, politico italiano (Udine, n. 1921 - Pradamano, † 2005)
- Martino Speciale Costarelli, politico italiano (Catania, n. 1827 - Roma, † 1892)
- Martino dei Bonacolsi, politico italiano (Mantova)

## Presbiteri(1)
- Martino di Dacia, presbitero, filosofo e teologo danese (Ribe - † 1304)

## Religiosi(3)
- Martino di Vertou, religioso francese (Nantes, n. 527 - Vertou, † 601)
- Martino da Signa, religioso italiano (Signa - Firenze, † 1387)
- Martino di Campitello, religioso italiano (Ferrara, † 1265)

## Schermidori(1)
- Martino Minuto, schermidore italiano (Milano, n. 1988)

## Sciatori alpini(1)
- Martino Fill, ex sciatore alpino italiano (Castelrotto, n. 1939)

## Scrittori(3)
- Martino Canal, scrittore italiano
- Martino Ferro, scrittore e sceneggiatore italiano (Firenze, n. 1974)
- Martino Ragusa, scrittore, gastronomo e giornalista italiano (Agrigento, n. 1951)

## Scultori(1)
- Martino Montanini, scultore e architetto italiano (n. 1505 - Firenze, † 1562)

## Sovrani(3)
- Martino I d'Aragona, re (Gerona, n. 1356 - Barcellona, † 1410)
- Martino I di Sicilia, re (Barcellona - Cagliari, † 1409)
- Martino della Torre, sovrano e politico italiano (Lodi, † 1263)

## Umanisti(2)
- Martino Filetico, umanista, grecista e letterato italiano (Filettino, n. 1430 - Ferentino, † 1490)
- Martino Paolo Nibia, umanista, critico letterario e politico italiano (Novara - Parma, † 1483)

## Vescovi(4)
- Martino di Tours, vescovo e militare romano (Sabaria - Candes, † 397)
- Martino di Bracara, vescovo, scrittore e santo portoghese (Pannonia - Braga)
- Martino di Veroli, vescovo italiano
- Martino di Vienne, vescovo

## Vescovi cattolici(12)
- Martino Arimanni, vescovo cattolico italiano (Brescia, † 1275)
- Martino Bonacina, vescovo cattolico e giurista italiano (Milano, n. 1585 - Vienna, † 1631)
- Martino Canessa, vescovo cattolico italiano (Genova, n. 1938)
- Martino de Majo, vescovo cattolico italiano (Tramonti - Tramonti, † 1507)
- Martino Gomiero, vescovo cattolico italiano (Teolo, n. 1924 - Sarmeola, † 2009)
- Martino de Martini, vescovo cattolico italiano (L'Aquila, n. 1532 - † 1582)
- Martino, vescovo cattolico italiano
- Martino Megale, vescovo cattolico italiano (San Mauro - Amalfi, † 1656)
- Martino Mira, vescovo cattolico italiano (Vicari, n. 1562 - † 1619)
- Martino Orsino, vescovo cattolico italiano (Catania, n. 1783 - Patti, † 1860)
- Martino da Parma, vescovo cattolico italiano (Parma - Mantova, † 1268)
- Martino Scarafile, vescovo cattolico italiano (Cisternino, n. 1927 - Castellaneta, † 2011)

## Senza attività specificata(1)
- Martino Dorigo, ex politico italiano (Venezia, n. 1961)